# Joe Birmingham
Joseph Leo Birmingham, dit Joe Birmingham, (6 août 1884 - 24 avril 1946)  est un joueur et manager américain de baseball qui évolue en ligue majeure de 1906 à 1915.

## Carrière
Birmingham est un solide joueur de champ centre qui joue avec les Cleveland Indians de 1906 à 1914. Il termine 20e au vote pour le MVP de la saison 1912. Sa carrière de joueur est abrégée par une fracture de la jambe en début de saison 1913. Il tente un retour sur les terrains en 1914, mais il ne participe qu'à 19 matchs pour une moyenne au bâton de 0,128.
Birmingham succède à Harry Davis au poste de manager en cours de saison 1912. La discipline un peu rigide mise en place par Davis est abandonnée et des modifications sont faites dans l'alignement des Indians. Les résultats ne se font pas attendre. Au cours des 28 derniers matchs de la saison 1912, Cleveland gagne 21 fois. Sur cette lancée, Birmingham devient manager-joueur à temps complet alors qu'il s'agissait seulement poste d'intérimaire jusque-là.
Birmingham est populaire auprès des médias et des fans, mais Nap Lajoie a des rapports tendus avec lui. Ainsi il n'hésite pas à laisser Lajoie pendant une semaine sur le banc à la suite de mauvaises prestations (juin 1913). Birmingham est encore responsable de l'équipe au début de la saison 1915 quand elle prend le nom de Cleveland Indians. Charles Somers le remercie le 21 mai après 28 matchs (12 victoires et 16 défaites). Birmingham attaque le club en justice pour rupture abusive de contrat.
Il devient ensuite manager en ligues mineures puis arbitre en Ligue internationale à partir de 1929.